# Latium Chasma
Il Latium Chasma è una struttura geologica della superficie di Dione.